# Années 450
Les années 450 couvrent la période de 450 à 459.

## Événements

Apogée de l'Empire hunnique sous Attila

- Vers 450 : révoltes des Pushyamitra en Inde centrale (Amarkantak) réprimées par le prince héritier Skandagupta[1].
- 450-457 : règne de Marcien, empereur d'Orient[2].
- 450-451 : révolte de l’Arménie contre les Sassanides ; les Perses battent les Arméniens à la bataille d'Avarayr en 451[3].

- 451 : 

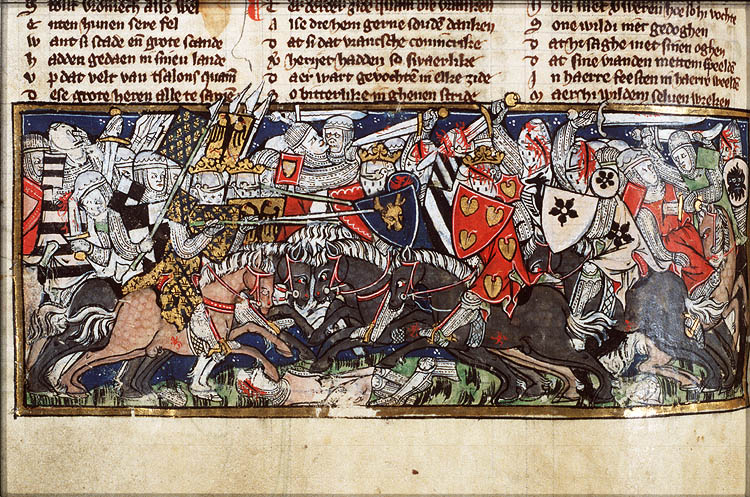
451 : bataille des champs Catalauniques, miniature d'un manuscrit du XIVe siècle

  - les Huns envahissent la Gaule et sont vaincus par Aetius et les Germains fédérés à la bataille dite des champs Catalauniques (en réalité le campus Mauriacus, près de Troyes). L'année suivante ils attaquent l'Italie. Après la mort d'Attila et la bataille de la Nedao, leur empire se disloque[4].
  - condamnation du monophysisme et adoption du dyophysisme au concile de Chalcédoine[5]. Les Églises d’Égypte et de Syrie acceptent mal la suprématie culturelle et politique de Constantinople en Orient. La doctrine monophysite, largement implantée, répondait au monothéisme intransigeant des orientaux. En réaction, après le concile de Chalcédoine, le copte et le syriaque remplacent le grec dans la liturgie en Égypte et en Syrie[6]. L’Éthiopie entre dans l’hérésie monophysite aux côtés de l’Église d’Alexandrie après le concile. Les traditions situent ce schisme sous le règne d'El Amiéda II. À cette époque, neuf moines (Abouna Alef, Tsahama, Arégaoui, Afetsié, Ghérima, Pantaléon, Likanos, Gouba et Yémata) introduisent le monachisme. Il est à peu près certain que ces moines, originaires d’Antioche, soient chalcédoniens et non monophysites[7].

- 452 : fin de la persécution des bouddhistes dans la Chine des Wei du Nord[8].
- 453-466 : règne de Théodoric II, roi des Wisigoths ; il soutient Avitus en 455-456 et bat les Suèves en 456 ce qui lui permet de renforcer son  pouvoir en Espagne[9].
- 455 :
  - sac de Rome par les Vandales[10].
  - bataille d'Aylesford. Premières invasions germaniques (Saxons, Angles et Jutes) en Grande-Bretagne selon la Chronique anglo-saxonne, avec les personnages légendaires Hengist et Horsa[11].
- 455-476 : époque des Derniers empereurs après le meurtre de Valentinien III en Occident[12].
- 455-467 : règne de Skandagupta sur l’Empire Gupta en Inde. Il parvient à contenir les Huns Hephtalites[13].
- 457-458 : les Burgondes commencent leur expansion ; ils occupent la région rhodanienne et prennent Lyon[14].

## Personnages significatifs
- Ægidius
- Aetius
- Attila
- Childéric Ier
- Honoria
- Léon Ier (pape)
- Léon Ier (empereur byzantin)
- Majorien
- Marcien
- Péroz Ier
- Pétrone Maxime
- Pulchérie
- Rechiaire
- Ricimer
- Valentinien III